# Яворский, Матвей Иванович
Матвей Иванович Яворский (15 ноября 1885, с. Корчмина, Королевство Галиции и Лодомерии, Австро-Венгрия — 3 ноября 1937, лесное урочище Сандармох Медвежьегорский район, Карельская АССР) — украинский советский историк-марксист, политический деятель, академик ВУАН.

## Биография
Изучал право в Львовском и Венском университетах.
Во время Первой мировой войны был старшим офицером полевой жандармерии австрийской армии. В 1918 г. вместе с оккупационной армией прибыл в Киев, где был политическим референтом-переводчиком при генерале Линзингене. В 1919 г. служил сотником в полевой жандармерии Украинской галицкой армии.
В 1919 году остался в Киеве, впоследствии переехал в Харьков, где в 1920 году вступил в КП(б)У и стал официальным историографом марксистской исторической школы.
В 1920-х годах некоторое время заведовал управлением Укрнауки в Харькове, впоследствии возглавлял исторический отдел Всеукраинского института марксизма-ленинизма (ВИМЛ), а некоторое время — весь институт. Сотрудничал с Николаем Скрипником. Одновременно преподавал историю Украины в вузах Харькова.
В 1929 году избран действительным членом Всеукраинская академия наук (ВУАН). С этого времени работал в Киеве, будучи членом президиума I Отдела (Историко-филологического) ВУАН, его секретарём и фактическим руководителем, потому что глава этого отдела Дмитрий Багалей находился в Харькове.
В 1929 году был обвинён в «националистическом уклоне» и отстранён от руководства историческим отдела Института марксизма, в феврале 1930 года исключён из партии, лишён звания академика ВУАН и академика АН Белорусской ССР. В 1932 г. арестован в Киеве; решением КОГПУ был приговорён к 6 годам исправительно-трудовых лагерей и сослан на Соловецкие острова. В лагере был одним из лидеров украинской «внутренней эмиграции». В 1936 году отправил заявление в Центральную аттестационную комиссию ГУЛАГ НКВД СССР:
Настоящим сообщаю, что я отказываюсь от зачетов рабочих дней не только за истекший период, но и вообще. Я считал таковой (зачет) издевательством над человеком, которого, как и многих других, сталинское «правосудие» сперва бросает в тюрьму за то, что он украинец, не поменявший любви к своей родине на русский патриотизм, подкрашенный «интернационализмом», — которого названное правосудие без суда осуждает за несуществующее дело на медленное уничтожение в лагере, в условиях тяжелого принудительного труда, на полуголодном пайке, в сетях гнусной провокации и нравственных мучений, — а после всего этого оно, это правосудие, обещает ему сократить его медленное уничтожение — моральное и физическое — при условии так называемой «перековки», то есть безропотного самоподчинения этому уничтожению и подкупного славославия его политики. Я лично «перековывать» себя не стараюсь, обоготворять «гениального, любимого, родного вождя всех народов» не желаю, да и вообще считаю для себя позором таким путём покупать себе волю, тем более, когда десятки тысяч украинской интеллигенции погибают в тюрьмах и лагерях в условиях, означенных выше, когда их семьи осуждены на медленную голодную смерть в условиях так называемой «культурной и зажиточной жизни», в условиях сталинской «заботы о человеке», когда сотни тысяч ограбленных украинских крестьян засевают Россию своими костями на каторжных стройках, лесозаготовках и других видах принудительных работ, когда столько же погибает их у себя на родине от голода, хотя как будто и там жить стало «веселей». Я считаю, что при таком положении вещей на Украине для меня больше будет чести умереть уже вместе с ними в общей нашей каторжной жизни, чем стремиться на волю, чтобы жить жизнью хамелеона, раболепствующего перед современным Нероном и его преторианцами, хамелеона, захлебывающегося в восторге перед политикой национального гнета и крестьянского грабежа в царстве — не строящегося социализма, а всеобщего обмана провокации и произвола. Л/п Кремль-Соловки, 30/VI-1936 года.
3 ноября 1937 г. расстрелян в урочище Сандармох в Медвежьегорском районе Карелии.
В 1989 году реабилитирован; в 1991 году восстановлен в звании академика АН Украины, в 1994 г. — в звании академика АН Беларуси.

## Научная деятельность
Яворский — первый украинский историк, который пытался составить историю Украины в рамках «марксистско-материалистического закона». Без соответствующей профессиональной практики и достаточной документации его произведения отмечены идеологическими манипуляциями исторических фактов.
Среди произведений Яворского известны прежде популярные учебники:
- «Нарис історії України», т. І (до кінця литовської доби, 1923), т. II (до упадку Гетьманщини, 1924);
- «Коротка історія України» (1927), що охоплювала події до 1920;
- «Історія України в стислому нарисі» (три видання 1928—1929).

В соответствии с идеологическим направлением работал над трудами о революционном движении на Украине:
- «История революционного движения на Украине» (1922),
- «Революція на Україні в її головніших етапах» (1923),
- «Нариси з історії революційної боротьби на Україні» (т. І 1927, т. II, ч. 1 1928),
- «Україна в епоху капіталізму» (т. І — III, 1924 — 25).

Кроме того, опубликовал ряд статей в специализированных сборниках и журналах:
- «К истории КП(б)У» // Октябрьская революция. Первое пятилетие. — 1922.
- «Емський акт 1876 р.» // Прапор марксизму. — 1927. — Т. 1.
- «Проблема української національно-демократичної революції у 1917 p., її історичні основи та її рухові сили» // Червоний шлях. — 1927. — Ч. 2, № 4.
- «Сучасні течії серед української історіографії» // Криза сучасної буржуазної науки та марксизм. — 1929.
- «Провідні думки в розвиткові іст. науки» // Прапор марксизму. — 1929. — № 1.
- «Современные антимарксистские течения в украинской исторической науке» // Всесоюз. конф. историков-марксистов (28.12.1928 — 4.1.1929), 1-я: Тр. — 1930. — Т. 1.
- «Das Ergebnis der ukrainischen Geschichteforschung in den Jahren 1917—1927» // Osteuropäische Forschungen. — 1929. — 6.

В Австралии переиздан «Очерк истории Украины», т. I—II (Аделаида, 1986).
Труды М. И. Яворского были остро раскритикованы в украинской национальной историографии за тенденциозность и непрофессионализм (Дмитрий Багалей, Дмитрий Дорошенко, Иван Крипякевич, Александр Оглоблин), а с 1929 также в советской историографии, которая «яворщиной» прозвала «националистический уклон» в истории. Обвинён в идеологических ошибках: «преувеличении места национального вопроса в революционной борьбе, идеализации мелкобуржуазных националистических партий» и трактовке украинской революции не как части русского, а отдельного произведения украинского исторического процесса.